# Du suif dans l'Orient-Express
Pour les articles homonymes, voir Orient-Express.
Pour plus de détails, voir Fiche technique et Distribution.
Du suif dans l'Orient-Express (titre original : Schüsse im 3/4 Takt, "Tirs en trois quarts de temps") est un film d'espionnage autrichien réalisé par Alfred Weidenmann sorti en 1965.

## Synopsis
Paris. Un homme, un certain Bérard, fuit ses poursuivants avec une valise métallique. Il suit les instructions d'un talkie-walkie et s'assied dans un télésiège. Au bout d'un moment, il jette la valise. Il est ensuite abattu par un sniper. On redoute que le B501, un dispositif de mise à feu de missiles surveillé par l'OTAN, ait été volé et soit en de mauvaises mains. L'officier du commandement, le colonel, a huit jours pour le récupérer. C'est pourquoi il met son meilleur homme, l'agent secret Philippe Tissot, sur ce cas. Tissot est en mission secrète et a pour nom de code "César". Il obtient vite des renseignements.
La piste le mène à Vienne. Tissot rencontre dans le train de nuit des personnages bizarres et louches. Arrivé dans la capitale, il se rend au "Palladium", une boîte de nuit à la mauvaise réputation. Cet établissement est considéré comme un point de transit pour les marchandises volées. En coulisses, on échange des informations et on se prépare à éliminer. Tissot sent vite le danger, déjà les premières victimes tombent. Une piste le mène dans un musée de cire. Après une course-poursuite dans Vienne, Tissot récupère le B501.

## Fiche technique
- Titre : Du suif dans l'Orient-Express
- Autre titre français : Un pater au Prater pour notre agent à Vienne[1]
- Titre original : Schüsse im 3/4 Takt
- Réalisation : Alfred Weidenmann assisté de Jerzy Macc
- Scénario : Herbert Reinecker
- Musique : Charly Niessen
- Direction artistique : Herta Hareiter, Ferry Windberger
- Costumes : Edith Almoslino
- Photographie : Karl Löb
- Son : Karl Friedrich Schmied
- Montage : Hermine Diethelm
- Production : Karl Spiehs
- Sociétés de production : Wiener Stadthalle-Station, Bavaria Film
- Société de distribution : Nora-Filmverleih
- Pays d'origine :  Autriche
- Langue : allemand
- Format : Couleur - 1,66:1 - Mono - 35 mm
- Genre : Espionnage
- Durée : 92 minutes
- Dates de sortie :
  -  Allemagne : 9 avril 1965
  -  Danemark : 17 janvier 1966
  -  Finlande : 16 septembre 1966
  -  France : 1er mars 1967[1]
- Affiche : Constantin Belinsky (France)

## Distribution
- Pierre Brice (VF : lui-même) : Philippe Tissot
- Heinz Drache (VF : Jacques Beauchey) : Pierre Gilbert
- Daliah Lavi (VF : Nelly Benedetti) : Irina Badoni
- Jana Brejchová (VF : Perrette Pradier) : Diana (Violetta en VO)
- Charles Regnier (VF : Jacques Marin) : Henry
- Walter Giller (VF : Jacques Balutin) : Renato Balli
- Mario Girotti (VF : Hubert Noël) : Enrico
- Gustav Knuth (VF : William Sabatier) : Igor
- Antony Diffring (VF : Bernard Dhéran) : Burger
- Senta Berger (VF : Michèle Montel) : Capitaine Jenny
- Daniël Sola (VF : Georges Poujouly) : Joscha
- Walter Regelsberger : Gorba
- Hans Unterkircher (VF : Fernand Fabre) : Berard
- Karl Zarda : Ledin
- Erica Vaal : Janette
- Paola Pitagora (VF : Sophie Leclair) : Claudette
- Herr Tu (VF : Ky Duyen) : le Dr Schang

## Tournage
Le film est tourné en novembre et décembre 1964 à Paris et à Vienne.